# Cuba (land)
Cuba, formeel de Republiek Cuba (Spaans: República de Cuba), is een land in het Caribisch Gebied, bestaande uit het eiland Cuba, Isla de la Juventud en ruim 4000 kleinere eilanden. Cuba wordt in het noorden begrensd door de Golf van Mexico en de Atlantische Oceaan, in het oosten door de Windward Passage, in het zuiden door de Caribische Zee en in het westen door de Straat Yucatán.
Het land is sinds de revolutie van 1959 officieel een marxistisch-leninistische staat en wordt sinds april 2018 bestuurd door Miguel Diaz-Canel, secretaris-generaal van de Communistische Partij van Cuba. Het land is opgedeeld in vijftien provincies en één speciale gemeente: het eiland Isla de la Juventud.

## Geschiedenis

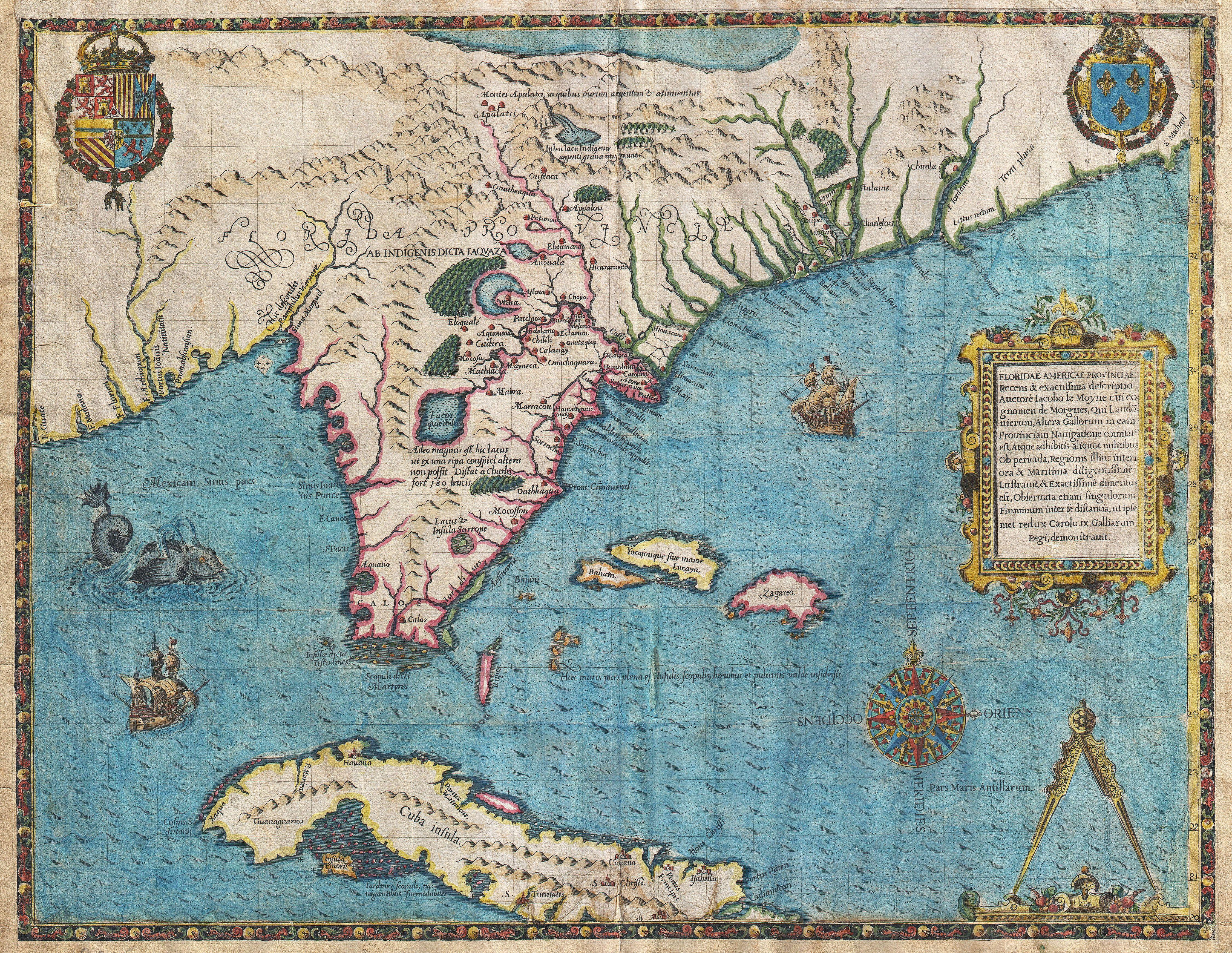
Cuba en Florida op een kaart uit 1591

In de Precolumbiaanse tijd werd Cuba bewoond door de Taíno en de Ciboney. Het eiland was vernoemd naar hun belangrijkste godheid, van de naam van deze godheid is ook het woord 'cubanacan' afgeleid, dit betekent 'centrale plaats'. In 1492 ontdekte Christoffel Columbus het eiland. Diego Velázquez de Cuellar begon in 1511 met de verovering van Cuba en het land werd een Spaanse kolonie. Binnen honderd jaar waren de meeste indianen gestorven, waarna de Spanjaarden overgingen tot het importeren van slaven uit Afrika.
In tegenstelling tot de rest van Spaans-Amerika wist Spanje Cuba tot aan het einde van de 19e eeuw te behouden. In 1898 werd het land na de Spaans-Amerikaanse Oorlog veroverd door de Verenigde Staten, die het land in 1902 formele onafhankelijkheid verleenden. Cuba bleef echter tot 1934 een Amerikaans protectoraat en ook daarna behielden de Amerikanen een vinger in de pap, en grepen ze meerdere malen militair in. Nadat Fulgencio Batista in 1952 voor de tweede keer dictator van het land werd, begon de revolutionair Fidel Castro een opstand. Deze mislukte en Castro werd veroordeeld tot 15 jaar celstraf. In 1955 kwam Castro vrij als gevolg van een generaal pardon en ging hij in ballingschap in Mexico en de Verenigde Staten. In 1956 keerde hij met een kleine groep getrouwen terug. Dit keer was zijn opstand succesvoller, en op 1 januari 1959 wist Castro de macht over te nemen.
Castro ontpopte zich tot communist waardoor zijn land in aanvaring kwam met de Verenigde Staten, die in 1960 een embargo instelden. Een jaar later vond de mislukte invasie in de Varkensbaai plaats, waarbij tegenstanders van Castro met Amerikaanse steun de regering uit het zadel probeerden te lichten. Cuba zocht hierop toenadering tot de Sovjet-Unie, wat in 1962 leidde tot de Cubacrisis, toen er Sovjet-raketten op Cuba geplaatst werden. Op het laatste moment bereikten de Sovjet-Unie en de Verenigde Staten een akkoord, waardoor de Sovjetraketten van het eiland werden verwijderd. Als tegenprestatie moesten de Verenigde Staten hun atoomraketten uit Turkije verwijderen. Drie jaar later richtte Castro de Communistische Partij van Cuba (PCC) op, die de enig toegestane partij werd.

## Geografie

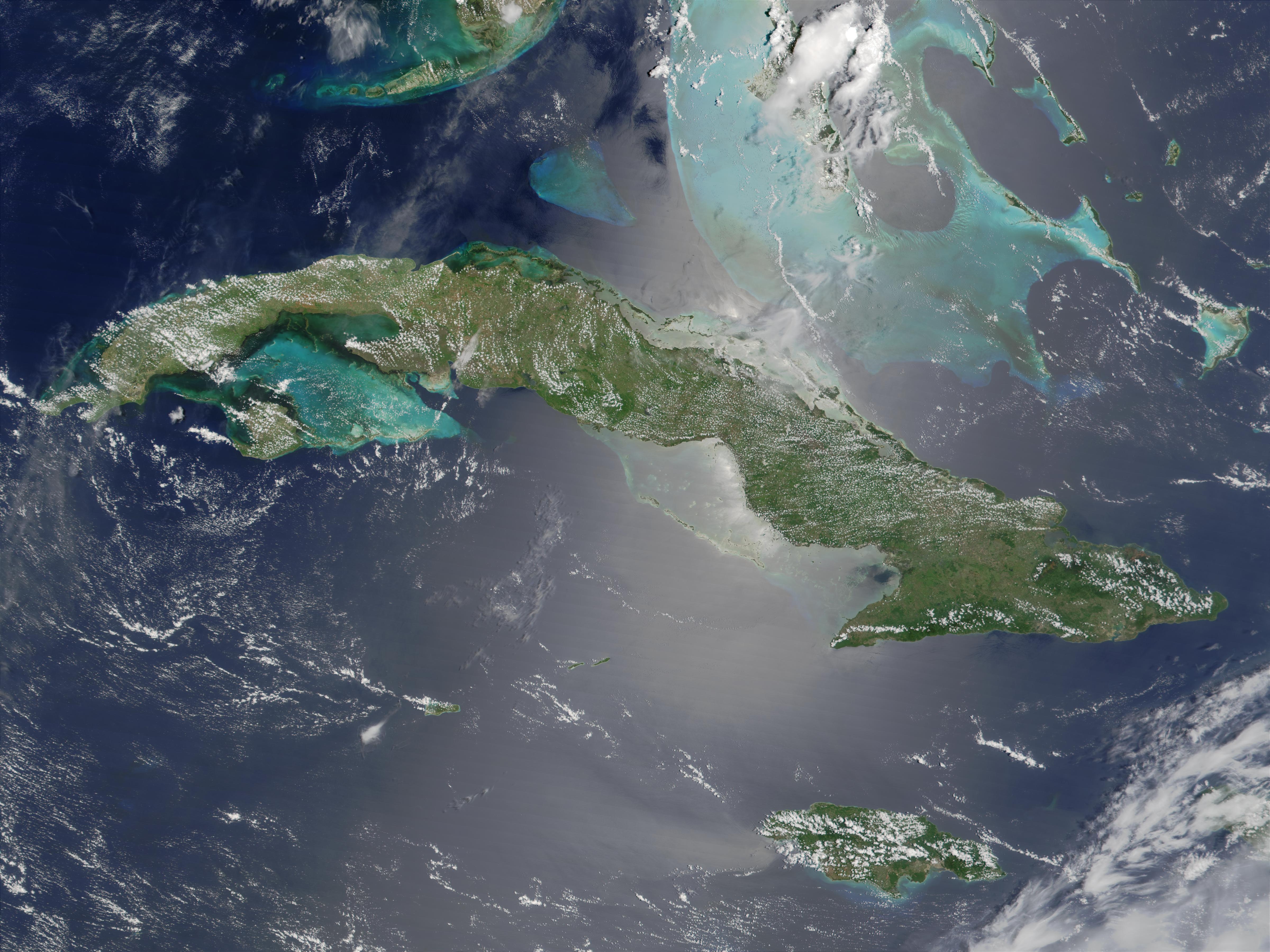
Satellietfoto van Cuba en Jamaica

Het land Cuba bestaat uit 4.195 eilanden met een gezamenlijke oppervlakte van 110.992 km².
Het grootste hiervan is het hoofdeiland Cuba, met een lengte van 1250 kilometer en een breedte van 191 km. Dit is tevens het grootste eiland in de Caribische Zee, en ongeveer twee en een half keer zo groot als Nederland.
Het hoofdeiland wordt omringd door talrijke kleinere eilanden waarvan het Isla de la Juventud (ten zuiden van het hoofdeiland) het grootste is. Het hoofdeiland is overwegend vlak. In het oosten (Oriente) bevinden zich twee gebergtes. De Sierra Maestra, waarin de Pico Turquino met 1974 meter het hoogste punt van het land is, ligt tegen de zuidelijke kust. Meer naar het noorden bevindt zich het Nipe-Sagua-Baracoa massief met als hoogste punt de Pico Cristal (1231 m). Het massief strekt zich uit van Mayari tot Maisí.Twee andere heuvelachtige regio's zijn de Sierra del Escambray (of Sierra de Trinidad) in het Centrale gedeelte en de Sierra de los Órganos (of de Vallei van Viñales) in het westen.
Aan de noordkant wordt het land van west naar oost begrensd door de Golf van Mexico, Straat Florida en de Atlantische Oceaan, die Cuba scheiden van de Verenigde Staten en de Bahama's. Aan de oostkant wordt het van het eiland Hispaniola gescheiden door de Windward Passage. Aan de zuidkant ligt de Caribische Zee, dat Cuba scheidt van onder andere Jamaica en de Kaaimaneilanden. Aan de westkant wordt Cuba door de Straat Yucatán gescheiden van het Mexicaanse schiereiland Yucatán.
De grootste stad en eveneens de hoofdstad is Havana (La Habana), gelegen aan de noordkust van Cuba. Andere grote steden zijn Santiago de Cuba aan de zuidkust en Camagüey in het centrum van het eiland.

### Klimaat
Cuba ligt ten zuiden van de Kreeftskeerkring en heeft een tropisch klimaat. Dit wordt gematigd door de zeewinden waardoor er eerder sprake is van een subtropisch klimaat. Het regenseizoen loopt van mei tot oktober. Het droge seizoen loopt van november tot april. De gemiddelde temperatuur bedraagt 21°C in januari en 27°C in juli.
Het orkaanseizoen valt samen met het natte seizoen, met een hoogtepunt in de maanden september, oktober en november. Regelmatig wordt Cuba getroffen door orkanen en tropische stormen. Sinds 2000 werd vooral grote schade aangericht door orkaan Charley (2004), orkaan Ike (2008), orkaan Sandy (2012) en orkaan Irma (2017). Een historisch zware tropische storm, el Derecho, ging in maart 1993 ter hoogte van Havana aan land en zorgde voor bijzonder veel schade in de hoofdstad.

### Biodiversiteit
De flora van Cuba omvat 9107 soorten planten als de koningspalm, Pinus cubensis, Begonia cubensis, Copernicia humicola en Coccothrinax yunquensis.
Melocactus zoals de Melocactus matanzanus en Opuntia zoals de Opuntia stricta kenmerken de cactusfamilie op Cuba.
Cuba kent een aantal endemische soorten Passiflora, Magnolia, en Bromelia.
Kenmerkend voor Cuba zijn de soorten Orchis zoals de Brassavola.
Brassavola maculata, Brassavola caudata en Bletia florida zijn enkele soorten Orchis op Cuba.
De fauna van Cuba omvat enkele soorten zoogdieren zoals de almiqui (familie solenodons), de Cubaanse hutia, diverse soorten vleermuizen en walvisachtigen.
Cuba heeft 402 soorten vogels als de Cuba-amazone, de Cubaanse trogon en de bijkolibrie.
Op Cuba leven 64 soorten anolissen zoals Anolis allisoni, de onechte kameleon en de ridderanolis. Daarnaast leven er vele andere reptielen als de Cubaanse dwergboa, de ruitkrokodil of Cubaanse krokodil en de Cubaanse rotsleguaan.
Cuba heeft 263 natuurreservaten; ongeveer 22% van landoppervlakte van Cuba is beschermd als natuurreservaat.
Ongeveer 30% van Cuba is begroeid met bos; vergelijkbaar met rond de 40% in de Dominicaanse Republiek.
Tropisch regenwoud, nevelwoud, droge bossen met Caribische pijnbomen, mangrove en moeras-vegetatie zijn de verschillende eco-systemen die vallen binnen die definitie van 30% oppervlakte Cubaanse bossen.
In 2006 was Cuba het enige land in de wereld dat aan de WWF-definitie van duurzame ontwikkeling voldeed; met een ecologische voetafdruk van minder dan 1,8 hectare per hoofd van de bevolking en een Index van de menselijke ontwikkeling van meer dan 0,8 voor 2007.

## Demografie
| Afkomst % | 1899 | 1907 | 1919 | 1931 | 1943 | 1953 | 1981 | 2002  |
| --------- | ---- | ---- | ---- | ---- | ---- | ---- | ---- | ----- |
| Europa    | 66,9 | 69,7 | 72,2 | 72,1 | 74,3 | 72,8 | 66,0 | 65,05 |
| Afrika    | 14,9 | 13,4 | 11,2 | 11,0 | 9,7  | 12,4 | 12,0 | 10,08 |
| gemengd   | 17,2 | 16,3 | 16,0 | 16,2 | 15,6 | 14,5 | 21,9 | 24,86 |
| Azië      | 1,0  | 0,6  | 0,6  | 0,7  | 0,4  | 0,3  | 0,1  | 0,01  |

### Taal
De officiële taal in Cuba is Spaans. Het Spaans dat in Cuba wordt gesproken valt onder het Caraïbisch-Spaans en vertoont daarmee sterke overeenkomsten met het Spaans dat wordt gesproken op Puerto Rico en de Dominicaanse Republiek. Zoals in bijna alle landen in Spaanstalig Amerika, kent ook Cuba het Spaanse persoonlijk voornaamwoord vosotros (jullie) niet, daarentegen wordt ustedes gebruikt (U meervoud). Vergeleken met het standaard Spaans, zijn er verder ook duidelijke verschillen in uitspraak en woordenschat.
De uitspraak van de 'j' ligt dichter bij de 'h' dan de 'g', zoals gebruikelijk in standaard Spaans. De 'll' wordt vaak uitgesproken als 'dj'. Ook wordt de 's' vaak niet uitgesproken. Estamos wordt bijvoorbeeld vaak uitgesproken als e'tamo'. Cuba kent ook het Seseo; de 'c' en 'z' worden uitgesproken als de 's', in tegenstelling tot de in Spanje gebruikelijke Engelse 'th'.
De woordenschat is ook beïnvloed door Taíno woorden en woorden uit Afrikaanse talen. De Taíno taal komt het meest naar voren in plaatsnamen zoals Camagüey.

### Religie

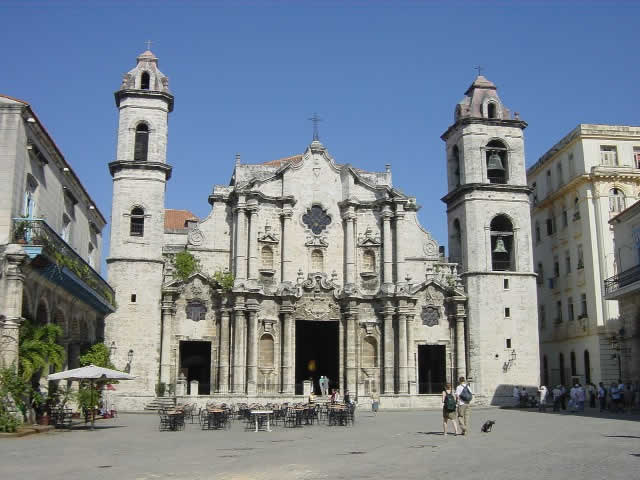
Catedral de San Cristóbal de la Habana

De meeste inwoners van Cuba zijn katholiek, hoewel de staat officieel atheïstisch is na de revolutie. Naast het katholicisme wordt de santería gepraktiseerd door met name de Afro-Cubaanse bevolking. Het protestantisme bereikte Cuba in de 18e eeuw vanuit de Verenigde Staten. Cuba kent ook kleine joodse gemeenschappen en enkele moslims en baha'i.

### Vluchtelingen
De uittocht uit Cuba, die hoofdzakelijk is gebaseerd op ontevredenheid met de politieke en economische gang van zaken op het eiland. Meer dan een miljoen Cubanen van alle sociale klassen zijn naar de Verenigde Staten vertrokken. Anderen zijn naar Spanje, Canada, Mexico, Zweden en andere landen gegaan. Het is nog steeds standaard dat van de meeste vluchtelingen alle eigendommen door de Cubaanse overheid in beslag worden genomen.
De Cubanen die het eiland verlaten hebben zijn met name naar Miami, Florida gegaan. Economisch doen de Cubaanse Amerikanen met een jaarlijks gezinsinkomen van $37.700 het iets beter dan de rest van de Hispanics ($35.600), maar minder dan blanke niet-Hispanics ($48.074). Het is wel zo dat Cubaanse Amerikanen die in de Verenigde Staten zijn geboren het economisch een stuk beter doen ($50.000) dan de Cubanen die op Cuba zijn geboren ($33.800). Ook qua onderwijs doen de Cubaanse Amerikanen het beter dan de overige Hispanics, maar ook hier minder dan blanke niet-Hispanics. Tevens zien we hier ook dat die op Cuba zijn geboren het minder doen dan die in de Verenigde Staten zijn geboren.

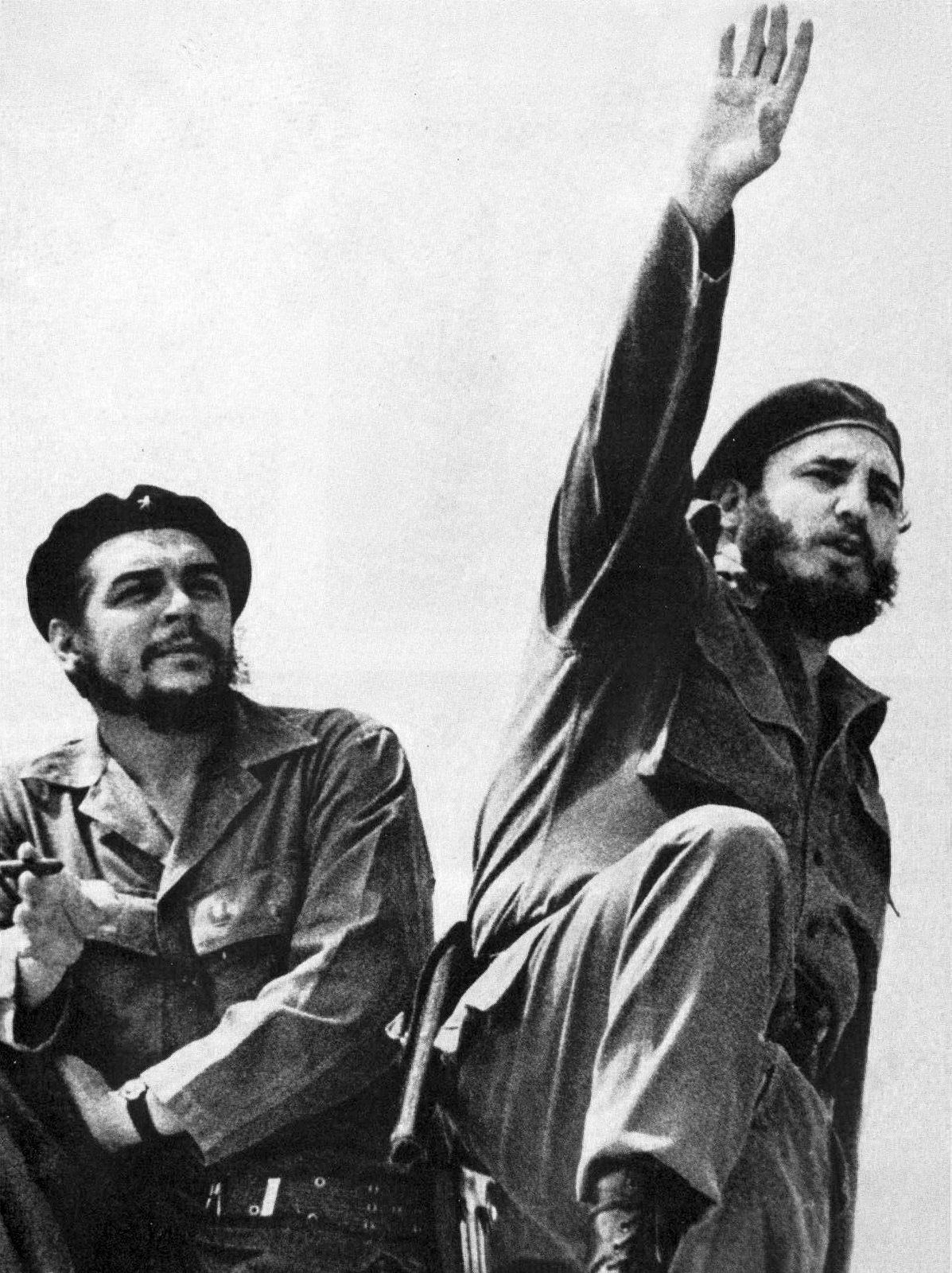
Che Guevara en Fidel Castro, gefotografeerd in 1961

De emigratie die direct na de Cubaanse Revolutie plaatsvond was met name die van de (m.n. blanke) boven- en middenklasse en leidde mede tot een demografische wijziging in geboortecijfers en etniciteit. In 1994 kwamen Cuba en de Verenigde Staten in de Clinton-Castro akkoorden overeen dat de emigratie naar de VS beperkt zou worden. Volgens deze overeenkomst verstrekt de VS een vast aantal (20.000 sinds 1994) visums aan Cubanen die willen emigreren.
Human Rights Watch heeft kritiek geuit op de Cubaanse restricties op emigratie en Cuba beschuldigd kinderen in "gijzeling" te houden om te voorkomen dat Cubanen in het buitenland overlopen. In de loop der tijd hebben duizenden Cubanen getracht om via de Straat Florida de Verenigde Staten te bereiken. Een groot aantal is dat gelukt, maar er zijn schattingen dat er tussen de 30.000 en 40.000 Cubanen overleden zijn tijdens een poging het eiland te ontvluchten. Inmiddels reist men liever via Mexico.
Op 5 augustus 1994 gingen in Havana honderden Cubanen de straat op, uit protest tegen de onderschepping van vier vluchtelingenboten door de Cubaanse autoriteiten. De demonstratie tegen de regering, in de volksmond El Maleconazo genoemd, werd binnen enkele uren door de politie bedwongen.

##### Afschaffing Carta Blanca
Op 14 januari 2013 werden de beperkingen op het uitreizen opnieuw opgeheven. De Carta Blanca, de toestemming van de Cubaanse overheid om het land te mogen uitreizen, werd afgeschaft. De meeste Cubanen kunnen voortaan vrij gemakkelijk hun land verlaten. Er zijn wel beperkingen voor militairen en beoefenaars van enkele beroepen die belangrijk zijn voor het land (zoals dokter). Voortaan moeten Cubanen alleen nog een visum aanvragen bij het land waar ze naartoe wensen te reizen.
Aanvankelijk werd deze nieuwe wet (wet 302 van 16 oktober 2012) met de nodige scepsis onthaald. Dissidente Cubanen, waaronder Yoani Sanchez bijvoorbeeld, waren van mening dat het noodzakelijke paspoort voortaan de nieuwe hindernis zou vormen. Maar nadat een aantal bekende dissidenten vrij het land konden uit- en inreizen, waaronder Sanchéz, is gebleken dat deze kritiek geen grond meer had.
Dit wil niet zeggen dat de Cubanen vanaf 2012 massaal hun land gingen verlaten. Voor een deel komt dit door de verstrenging van de voorwaarden die gesteld worden door de gastlanden. Na het wegvallen van de barrière van de verplichte Carta Blanca zijn de gastlanden minder gemakkelijk geworden in het verlenen van een visum en passen de geldende visumvoorwaarden nauwgezetter toe.

#### Migratiegolf van 2023
Nadat Trump in 2017 de economische sancties tegen Cuba verstrengde, verergden de economische problemen opnieuw. Door wereldwijde maatregelen om corona in te perken belandde Cuba vervolgens in een hevige recessie. Hierdoor verlieten steeds meer Cubanen vanaf 2022 hun land. Tussen 2022 en 2025 nam de bevolking af met 24%.

## Overheid en politiek

### Staatsinrichting

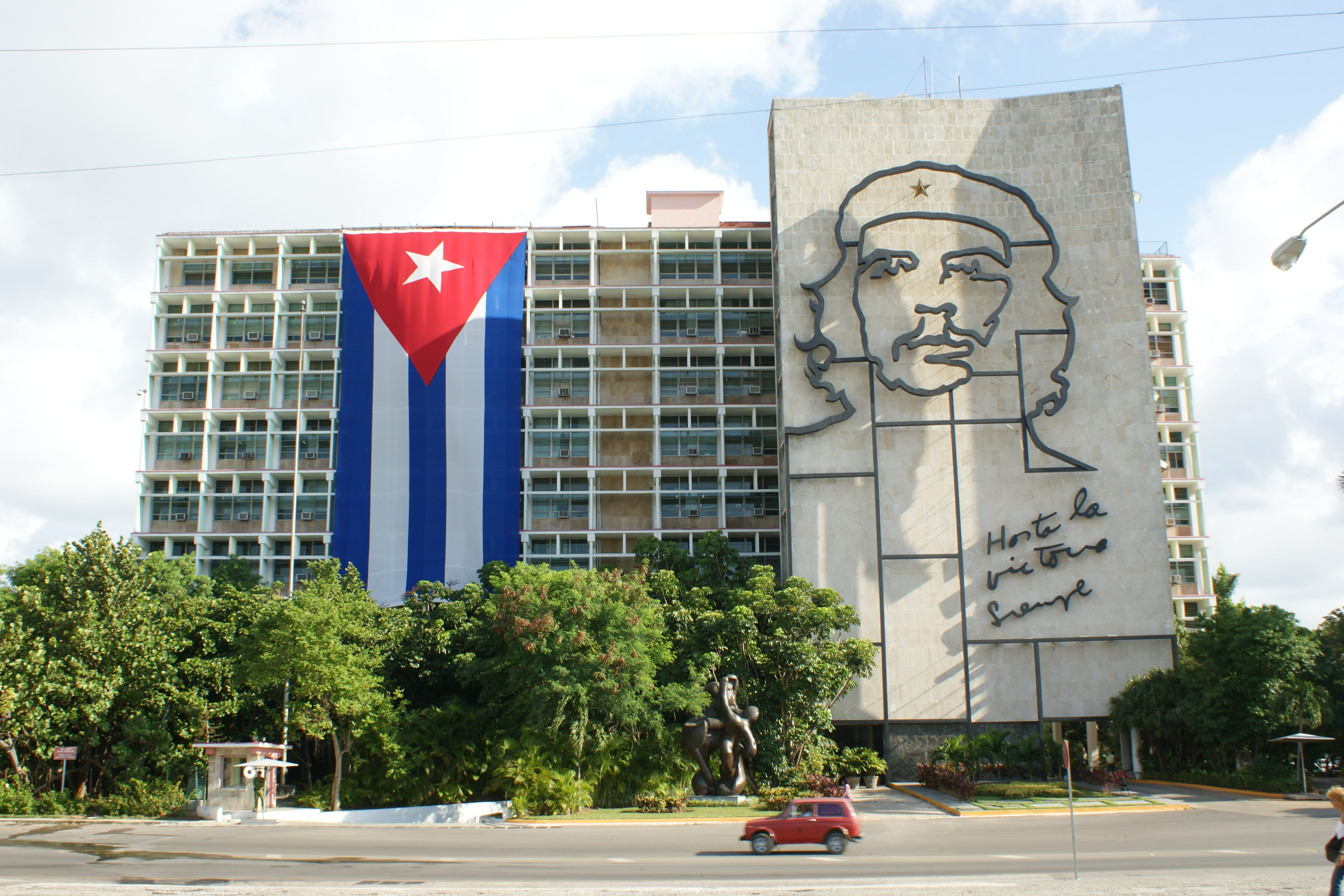
Het ministerie van binnenlandse zaken aan het Revolutieplein in Havana

De Grondwet van 1976, die Cuba definieert als een socialistische republiek, werd vervangen door de grondwet van 1992, die wordt geleid door de ideeën van José Martí, Marx, Engels en Lenin. De grondwet beschrijft de Communistische Partij van Cuba als de "leidende kracht van de samenleving en van de staat". De eerste secretaris van de Communistische Partij van Cuba is tegelijkertijd voorzitter van de Raad van State (voorzitter van Cuba) en voorzitter van de Raad van Ministers (soms aangeduid als premier van Cuba). De leden van beide raden worden gekozen door de Nationale Assemblee van de Volksmacht. De president van Cuba, die ook wordt gekozen door de Algemene Vergadering, dient voor vijf jaar en er is geen limiet aan het aantal termijnen van het presidentschap. Het Hooggerechtshof van Cuba is de hoogste rechterlijke macht van de overheid. Het is ook kans om in beroep te gaan tegen de beslissingen van de provinciale rechtbanken.
Het parlement van Cuba is de Nationale Assemblee van de Volksmacht (Asamblea Nacional de Poder Popular). De 609 leden dienen voor een termijn van vijf jaar De Assemblee komt tweemaal per jaar bij elkaar. De kandidaten voor de Assemblee worden goedgekeurd door een openbaar referendum. Alle Cubaanse burgers ouder dan 16 die niet zijn veroordeeld voor een strafbaar feit kunnen stemmen. Artikel 131 van de Grondwet bepaalt dat het stemmen moet "door middel van vrije, gelijke en geheime stemming". Artikel 136 luidt als volgt: "Afgevaardigden of gedelegeerden moeten meer dan de helft van het aantal geldige stemmen die zijn uitgebracht krijgen in de kiesdistricten om verkozen te worden." Het stemmen gebeurt door middel van geheime stemming en de stemmen worden geteld in het openbaar. Genomineerden worden gekozen op lokaal bijeenkomsten met meerdere kandidaten voor het verkrijgen van goedkeuring van de verkiezing commissies. In de daaropvolgende verkiezingen is er slechts een kandidaat per zetel, die een meerderheid moet krijgen om gekozen te worden.
Voor geen enkele politieke partij is het toegestaan om kandidaten voor te dragen, maar de Communistische Partij van Cuba heeft zes partijcongresvergaderingen gehouden sinds 1975. In 2011 verklaarde partij dat zij 800.000 leden heeft, en de vertegenwoordigers van de partij hebben over het algemeen ten minste de helft van de zetels in de Raad van State en de Nationale Assemblee. De overige posities worden ingevuld door de kandidaten zonder een partij. Andere politieke partijen krijgen internationaal geld, terwijl activiteiten in Cuba door oppositiegroepen minimaal zijn.

### Bestuurlijke indeling
| 1. Pinar del Río 2. Artemisa 3. La Habana (Ned.: Havana) 4. Mayabeque 5. Matanzas 6. Cienfuegos 7. Villa Clara 8. Sancti Spíritus | 1. Ciego de Ávila 2. Camagüey 3. Las Tunas 4. Granma 5. Holguín 6. Santiago de Cuba 7. Guantánamo 8. Isla de la Juventud |

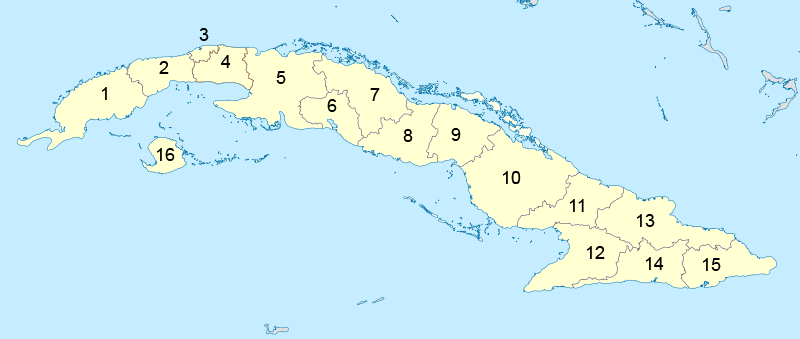
De vijftien provincies van Cuba:

Cuba is verdeeld in vijftien provincies (provincias). De gemeente Isla de la Juventud valt buiten de provinciale indeling en vormt een speciale gemeente (municipio especial). De provincies zijn ingedeeld in gemeenten (municipio), waarvan achttien met meer dan honderdduizend inwoners.

### Buitenlandse betrekkingen
De Verenigde Staten hebben sinds de jaren zestig een embargo tegen Cuba ingesteld, en de verhoudingen tussen Cuba en de Verenigde Staten zijn zeer slecht. Over het algemeen zijn betrekkingen tussen Cuba en andere westerse landen iets beter, hoewel deze nog steeds slecht zijn. De afgelopen 16 jaar is het embargo van de Verenigde Staten met een absolute meerderheid veroordeeld door de leden van de Verenigde Naties. De Verenigde Staten houdt echter vast aan het ingestelde embargo. In het laatste decennium heeft Cuba de banden met Latijns-Amerikaanse landen, waaronder met Bolivia, Brazilië en vooral met Venezuela, aangehaald.
Onder leiding van president Obama verlichtte de VS in april 2009 de sancties. Zo werden de sancties dat Cubaanse Amerikanen hun familie op Cuba op kunnen zoeken, en dat deze geld en cadeaus kunnen overmaken naar familie op Cuba, verlicht.
In persoonlijke brieven riep paus Franciscus president Obama en diens collega Castro op de strijdbijl te begraven, waarna vertegenwoordigers van beide landen in het geheim aan onderhandelingen in het Vaticaan begonnen, met als uitkomst dat Obama in december 2014 aankondigde dat de Verenigde Staten en Cuba hun relatie zouden gaan normaliseren. Het Amerikaanse beleid om Cuba te isoleren had na vijftig jaar afgedaan. Met de beleidswijziging worden de diplomatieke contacten hersteld, verschillende beperkingen op reizen en financiële transacties opgeheven en worden export- en handelsbeperkingen versoepeld. Obama zal het land wel blijven aanspreken op het gebrek aan mensenrechten en democratie op het eiland.
De Verenigde Staten openden op 20 juli 2015 een ambassade in Havana en op dezelfde dag ging de Cubaanse ambassade in Washington open. De Amerikaanse president Obama noemde in december 2014 de paus 'de bemiddelaar' tussen hem en Raul Castro. Ook de aartsbisschop van Havana, Ortega, speelde een belangrijke rol bij de toenadering.

### Mensenrechten
De Cubaanse overheid wordt regelmatig bekritiseerd vanwege het schenden van de mensenrechten. Mensenrechtenorganisaties rapporteren willekeurige gevangenname, marteling, gewetensgevangenen en oneerlijke procesgang. Dissidenten worden door de overheid lastiggevallen. Hoewel de Cubaanse regering in 2001 een moratorium op de doodstraf heeft ingesteld, werd een uitzondering gemaakt voor schuldigen aan moord tijdens een gewapende kaping in 2003. En hoewel de Cubaanse grondwet vrijheid van meningsuiting kent, worden wetten ter bescherming van nationale veiligheid of het verbieden van 'vijandelijke propaganda' misbruikt om dissidenten achter de tralies te krijgen. Amnesty International en Human Rights Watch maken melding van gewetensgevangenen. De Cubaanse regering staat het Rode Kruis de toegang tot haar gevangenissen niet toe, en ook Amnesty International is niet welkom op Cuba.
Op de jaarlijkse ranglijst van persvrijheid van Verslaggevers Zonder Grenzen stond Cuba in 2008 op de vier na laatste plaats; alleen Myanmar, Turkmenistan, Noord-Korea en Eritrea staan nog lager.
Er worden echter vraagtekens gezet bij deze cijfers en de cijfers van Amnesty International. Oxfam-Solidariteit kwam in 2006 met een rapport waarin staat dat de schending van mensenrechten door Cuba sterk wordt overdreven. Dit zou gevoed worden door een lobby van de Amerikaanse regering tegen Cuba.

## Onderwijs

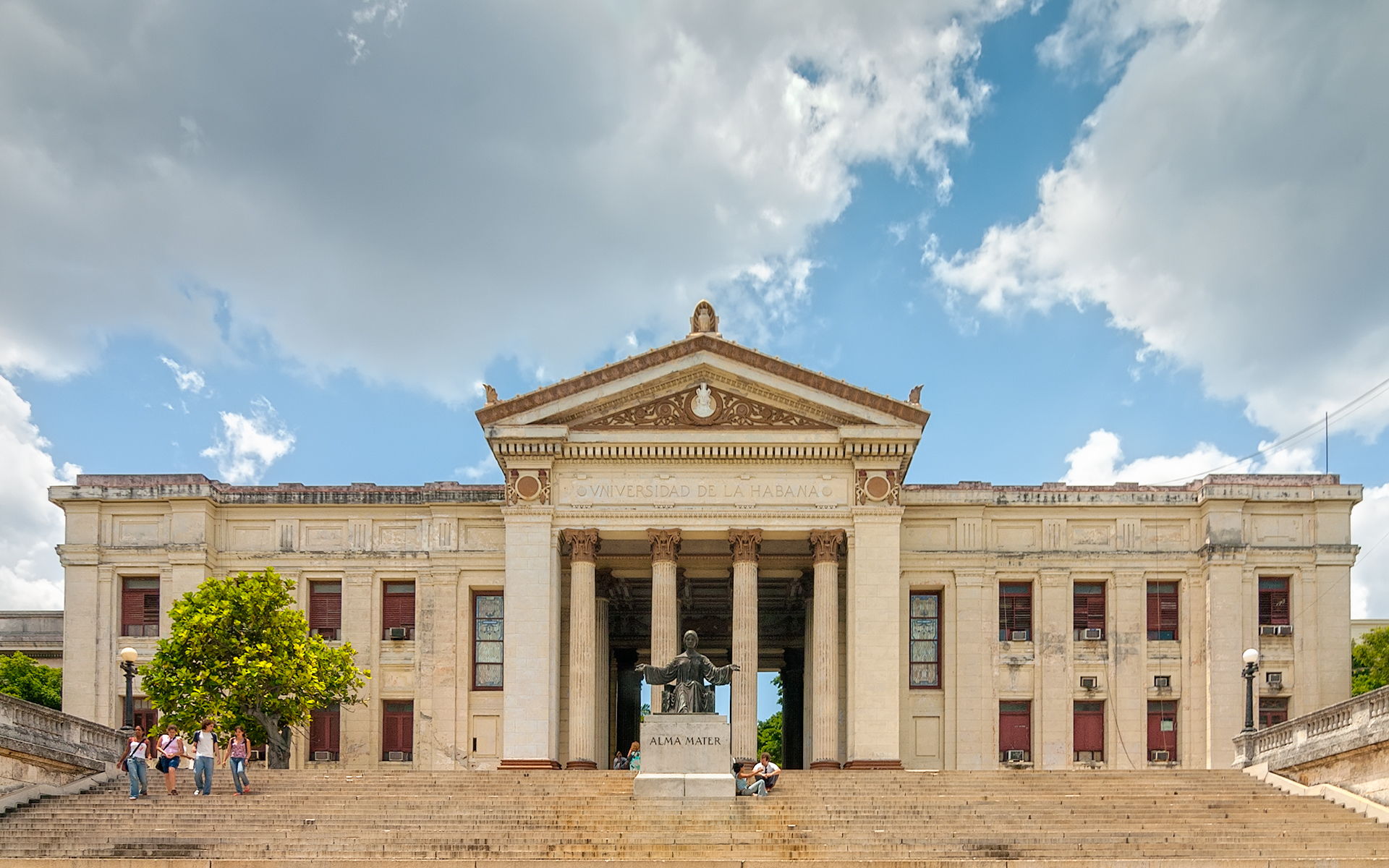
De Universiteit van Havana, opgericht in 1728

Cuba heeft een alfabetiseringsgraad van 99,8%.
De Universiteit van Havana werd in 1728 opgericht, daarnaast zijn er ook een aantal gerenommeerde hogescholen en universiteiten. Castro creëerde een geheel door de staat beheerd systeem en verbood privé-instellingen. De leerplicht geldt van zes jaar tot het einde van de basis voortgezet onderwijs (meestal 15 jaar), en alle studenten ongeacht leeftijd of geslacht dragen schooluniformen met de kleur die aangeeft in welke klas ze zitten. Het lager onderwijs duurt zes jaar, het voortgezet onderwijs is verdeeld in basis en aso-onderwijs (B)/ vwo-onderwijs (NL).
Het hoger onderwijs wordt verzorgd door universiteiten, hogescholen, hogere pedagogische instituten, en hogere polytechnische instituten. Het Cubaanse ministerie van Hoger Onderwijs heeft een schema voor het onderwijs op afstand, en biedt regelmatig 's middags en 's avonds cursussen voor arbeiders op het platteland. Onderwijs heeft een sterke politieke en ideologische nadruk, en van studenten wordt na verloop van tijd verwacht dat zij betrokkenheid hebben bij de doelstellingen van Cuba. Cuba biedt door de staat gesubsidieerd onderwijs voor een beperkt aantal buitenlanders bij de Latijns-Amerikaanse School van Geneeskunde.
Het Hoger Instituut voor Technologie en Technische Wetenschappen is een Cubaanse onderwijsinstelling die studenten voorbereidt op het gebied van nucleaire en milieuwetenschappen. Het is de enige instelling in Cuba die  mogelijkheid tot het studeren van deze gebieden biedt, ook is het een van de weinige onderwijsinstellingen in Latijns-Amerika die deze studies biedt. Het hoofdkantoor bevindt zich in Havana, binnen het grondgebied van de "Quinta de los Molinos".

## Gezondheidszorg
Cuba heeft een universele gezondheidszorg en hoewel er een tekort is aan medische voorzieningen, o.a. door het embargo van de Verenigde Staten, is er geen tekort aan medisch personeel. De primaire zorg is beschikbaar in het hele eiland en de cijfers van kindersterfte en moedersterfte zijn vergelijkbaar met die van ontwikkelde landen. Opmerkelijk is dat Cubanen met bijvoorbeeld staar aan de ogen níet behandeld worden in de ziekehuizen om reden van medicijnen. Echter vele buitenlander deze operatie kunnen ondergaan van tussen de € 2500,00 en € 6000,00
Na de revolutie had Cuba in eerste instantie last van de algemene verslechtering op het gebied van ziekte en kindersterfte in de jaren 60, toen de helft van de 6.000 artsen in Cuba het land verliet. Maar Cuba herstelde zich in de jaren 80. De communistische regering beweerde dat de universele gezondheidszorg een prioriteit is van de staat en dat voortgang wordt gemaakt op het platteland. Net als de rest van de Cubaanse economie leed de Cubaanse medische zorg aan ernstige materiële tekorten na het einde van de Sovjet-subsidies in 1991, gevolgd door een aanscherping van het embargo van de VS in 1992.
Cuba heeft de hoogste arts-bevolking verhouding in de wereld en heeft duizenden artsen naar meer dan 40 landen over de hele wereld gestuurd.
Volgens de VN is de levensverwachting in Cuba 78,3 jaar (76,2 voor mannen en 80,4 voor vrouwen). Daarmee staat Cuba op de 37e plek in de wereld en 3e op het Amerikaanse continent, alleen Canada en Chili scoren beter op het Amerikaanse continent en Cuba staat net voor de Verenigde Staten. De kindersterfte in Cuba daalde van 32 kindersterfte per 1.000 levendgeborenen in 1957, tot 10 in 1990-1995. De kindersterfte in de periode 2000-2005 was 6,1 per 1000 levend geborenen (tegenover 6,8 in de Verenigde Staten).

## Cultuur

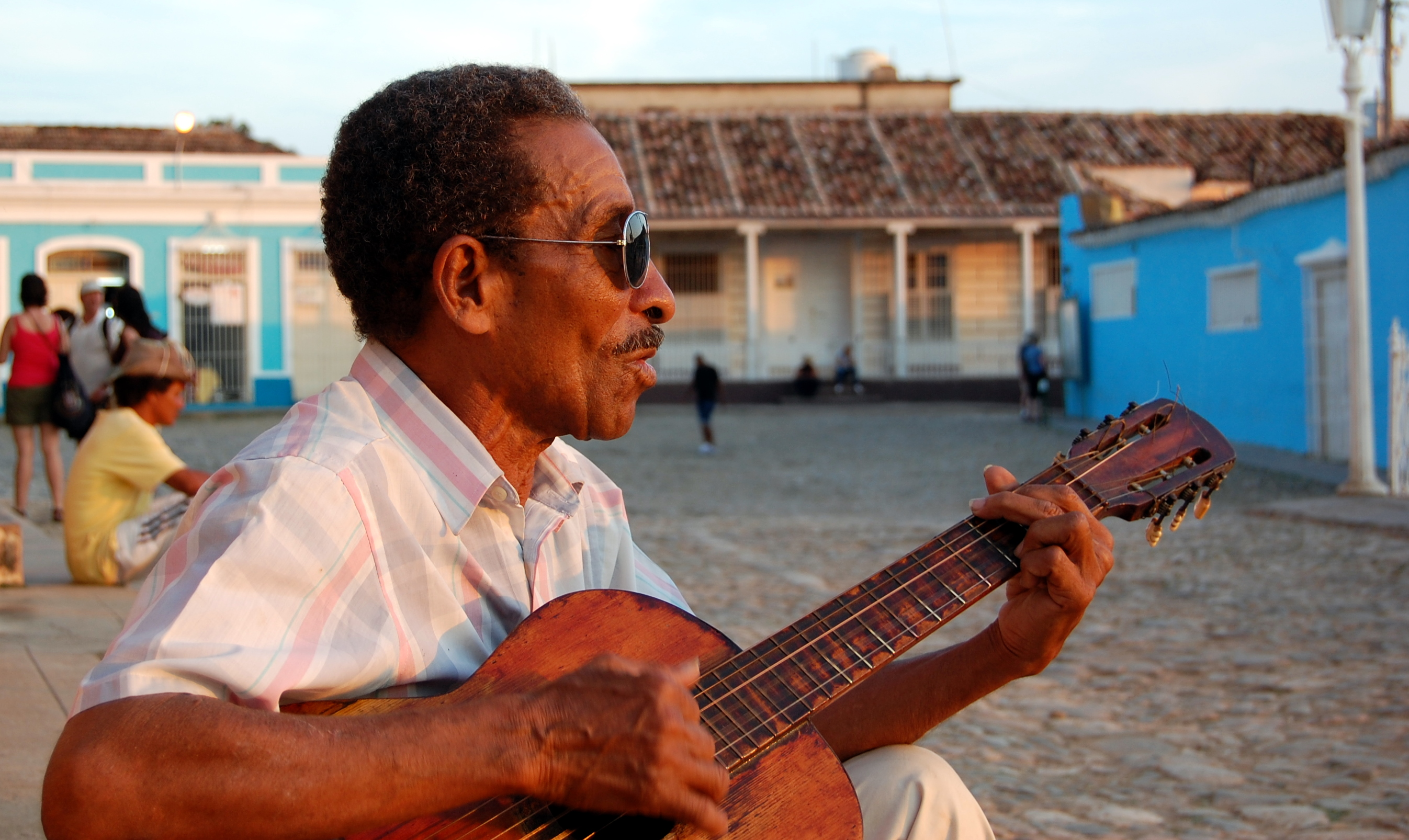
Een Cubaanse muzikant in Trinidad, Cuba

### Muziek
De muzikanten uit Cuba waren lange tijd onopgemerkt, maar vanaf ongeveer 2000 is de Cubaanse muziek een herkenbare en wereldwijd bekende stroming.

### Auto's
De auto's (die indertijd vanuit de Verenigde Staten werden geïmporteerd) worden omwille van wettelijke redenen op privébezit zo lang mogelijk rijdend gehouden. Vele originele onderdelen, zoals de motor, zijn moeilijk verkrijgbaar en worden door alternatieven vervangen. Zo rijden vele oude auto's rond op 1,6 liter motoren van onder andere Hyundai. Deze historische wagens maken deel uit van het beeld dat wij hebben van Cuba. Naast Amerikaanse auto's uit de jaren 50 en 60 rijden er ook nog veel Lada's, Volga's en Moskvitsj's rond uit het tijdperk van de samenwerking met de Sovjet-Unie.
Aan het begin van de eenentwintigste eeuw is Cuba zeer afhankelijk van de inkomsten afkomstig uit het toerisme. De overheid importeert er dan ook de nodige moderne wagens die verhuurd worden aan toeristen die een rondrit wensen te maken.
De letter van de nummerplaat duidt aan wie de eigenaar is. Nummerplaten met een P zijn eigendom van particulieren (doorgaans de oudste Amerikaanse modellen of oude Russische auto's). Nummerplaaten met een B zijn eigendom van de overheid; dit zijn oudere vrachtwagenmodellen, vaak uit het Sovjet-tijdperk maar soms ook afgedankte bussen uit westerse landen, verder ook moderne Chinese touringcars die gebruikt worden om toeristen rond te leiden. Nummerplaten beginnend met een T worden verhuurd aan toeristen en zijn doorgaans nieuwe moderne wagens met airconditioning. Nummerplaten met een D worden door diplomaten (ambassade) gebruikt.

## Economie

### Economische basis

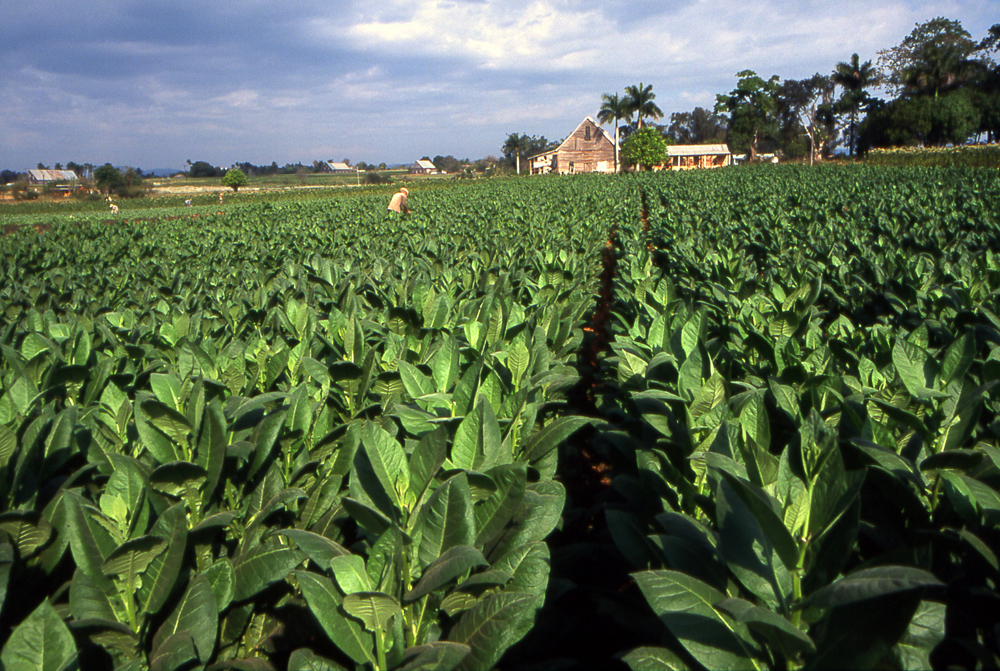
Tabakvelden, Pinar del Rio

Cuba is jarenlang een belangrijke suikerproducent geweest. Direct na de Tweede Wereldoorlog schommelde de productie van suiker tussen de 5 en 6 miljoen ton op jaarbasis en dit was toen ongeveer een vijfde van het wereldtotaal. In het begin van de jaren vijftig was het aandeel van suiker in de totale exportwaarde meer dan 80%. De gehele economie stond in het teken van de rietsuiker; verspreid over het hele land waren talrijke suikerfabrieken en distilleerderijen te vinden. Veel mensen vonden hier ook werk, maar het grootste deel was seizoensarbeid. De mensen waren maximaal zo'n vijf maanden per jaar aan het werk met het snijden van het riet en daarna vielen de inkomsten weg. Tabak was het op een na belangrijkste product. De Cubaanse industrie was voornamelijk gericht op de verwerking van agrarische producten. Tijdens de oorlog stegen de prijzen voor de agrarische producten fors, maar de afhankelijkheid van de Verenigde Staten nam ook toe. Dit land was veruit de belangrijkste handelspartner van Cuba. Het nationaal inkomen per hoofd van de bevolking was in 1947 zo'n US$ 246, fors lager dan in de Verenigde Staten waar in 1947 het inkomen op US$ 1410 per hoofd lag.
Fidel Castro lanceerde eind jaren 60 een plan om 10 miljoen ton suiker te produceren in 1970. Het doel werd niet bereikt, maar de oogst van 8 miljoen ton dat jaar was de hoogste ooit. Veel suiker werd verkocht aan de Sovjet-Unie en andere socialistische landen tegen gunstige prijzen die boven de wereldmarktprijs lagen. Na het uiteenvallen van de Sovjet-Unie in 1991 vervielen deze gunstige exportregelingen en sindsdien staat ook de productie van suiker onder neerwaartse druk. In de vijf jaren tussen 2016/17 en 2020/21 lag de gemiddelde suikerproductie op 1,4 miljoen ton, waarvan de helft werd geëxporteerd.
Cuba's economie is sterk afhankelijk van geldovermakingen.
Sigaren, nikkel, salsamuziek, suiker, rum en geneeskundigen zijn de bekendste exportproducten van Cuba. In 2008 werd er het meest uitgevoerd naar Canada, China en Venezuela. Nederland stond op de vierde plek van exportlanden.

### Toerisme

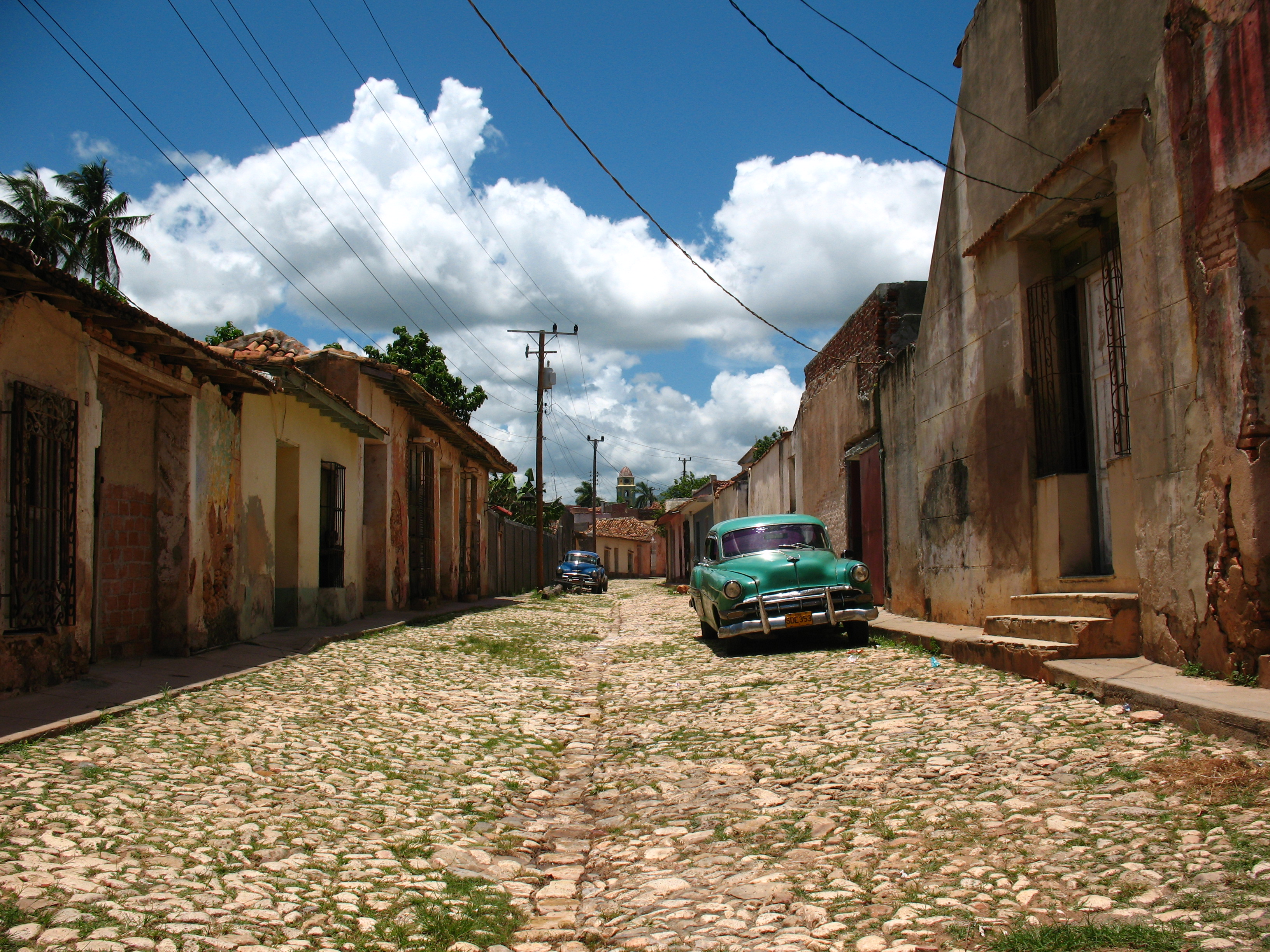
Een straat in Trinidad, dat sinds 1988 op de Werelderfgoedlijst staat

Toerisme is belangrijk voor de economie en vormt de derde grootste bron van buitenlandse deviezen. De belangrijkste twee toeristische kernen zijn Varadero en Guardalavaca. Varadero is gebouwd op een 20 km lang schiereiland met een breedte tussen de 0,5 en 2,29 km en is een van de grootste badplaatsen van het Caribisch gebied. Hier staan de meest luxueuze hotels van het land. Het gebied was tot februari 2008 praktisch afgesloten van de gewone Cubaan. De Cubanen die er werken hebben het veel beter dan de gewone Cubanen (onder andere door fooien in harde deviezen).
Havana ligt op 150 km van Varadero en naast de vaste dagelijkse busdiensten worden er ook georganiseerde uitstappen van Varadero naar Havana aangeboden. In de hoofdstad zijn er ook zeer goede hotels en de stad is goed afgestemd op het ontvangen van de toeristen. De andere belangrijke steden hebben ook wel accommodaties maar zijn minder goed georganiseerd om toeristen te ontvangen. Het comfortniveau van de hotels ligt er meestal lager.
Voor excursies zijn de beschermde natuurgebieden leerrijk en aantrekkelijk.
Liefhebbers van ornitologie kunnen op Cuba talrijke vogelsoorten observeren.
25 vogelsoorten zijn endemisch zoals de Cubaanse trogon en de bijkolibrie. De papegaai Cuba-amazone staat symbool voor de Cubaanse biodiversiteit.
9107 soorten planten en 17801 soorten gewervelde en ongewervelde diersoorten zijn door de Cubaanse overheid beschreven.
Er zijn verschillende mogelijkheden om in het land rond te reizen. In de grotere centra kan men terecht voor busreizen. Een taxi of huurauto behoort tot de mogelijkheden en om langere afstanden te overbruggen kan men terecht bij de binnenlandse luchtvaartmaatschappijen.
De toeristische sector is haast helemaal in handen van de overheid. Toch zijn er ook mogelijkheden om bij Cubanen thuis te overnachten: in casas particulares, vergelijkbaar met een b&b. Daarnaast zijn er Cubanen die een vergunning hebben om in huis een klein restaurantje uit te baten: een paladar. Onder onafhankelijke toeristen blijft Cuba daarom een populaire bestemming.